# 1968–1969-es vásárvárosok kupája
A tizenegyedik alkalommal kiírásra kerülő Vásárvárosok kupája az 1968–1969-es idényben került megrendezésre. A kupát a Newcastle United hódította el az Újpesti Dózsa ellen.

## Első forduló
| Hazai csapat             | Össz. | Vendég csapat          | 1. meccs | 2. meccs |
| ------------------------ | ----- | ---------------------- | -------- | -------- |
| Chelsea                  | 9 – 3 | Morton                 | 5 – 0    | 4 – 3    |
| Beerschot AC             | 2 – 3 | AFC DWS                | 1 – 1    | 1 – 2    |
| Rangers                  | 2 – 1 | FK Vojvodina           | 2 – 0    | 0 – 1    |
| DOS Utrecht              | 2 – 3 | Dundalk FC             | 1 – 1    | 1 – 2    |
| Daring Club Molenbeek    | 2 – 3 | Panathinaikósz         | 2 – 1    | 0 – 2    |
| Athletic Bilbao          | 3 – 3 | Liverpool              | 2 – 1    | 1 – 2    |
| FC Lausanne-Sport        | 0 – 4 | Juventus FC            | 0 – 2    | 0 – 2    |
| FC Wacker Innsbruck      | 2 – 5 | Eintracht Frankfurt    | 2 – 2    | 0 – 3    |
| PFK Szlavija Szofija     | 0 – 2 | Aberdeen               | 0 – 0    | 0 – 2    |
| Trakia Plovdiv           | 3 – 3 | Real Zaragoza          | 3 – 1    | 0 – 2    |
| Sporting CP              | 5 – 4 | Valencia CF            | 4 – 0    | 1 – 4    |
| Newcastle United         | 4 – 2 | Feyenoord              | 4 – 0    | 0 – 2    |
| Vitória FC               | 6 – 1 | Linfield FC            | 3 – 0    | 3 – 1    |
| Olympique Lyonnais       | 1 – 1 | Académica              | 1 – 0    | 0 – 1    |
| FC Hansa Rostock         | 4 – 2 | OGC Nice               | 3 – 0    | 1 – 2    |
| GNK Dinamo Zagreb        | 2 – 3 | ACF Fiorentina         | 1 – 1    | 1 – 2    |
| Rapid București          | 4 – 7 | OFK Beograd            | 3 – 1    | 1 – 6    |
| Bologna FC               | 6 – 2 | FC Basel               | 4 – 1    | 2 – 1    |
| Göztepe SK               | 2 – 2 | Olympique de Marseille | 2 – 0    | 0 – 2    |
| Leixões SC               | 1 – 1 | FC Argeș Pitești       | 1 – 1    | 0 – 0    |
| FC Metz                  | 3 – 7 | Hamburger SV           | 1 – 4    | 2 – 3    |
| Wiener SC                | 1 – 5 | SK Slavia Praha        | 1 – 0    | 0 – 5    |
| NK Olimpija Ljubljana    | 1 – 5 | Hibernian              | 0 – 3    | 1 – 2    |
| 1. FC Lokomotive Leipzig | w/o   | KB                     | —        | —        |
| Standard Liège           | 2 – 3 | Leeds United           | 0 – 0    | 2 – 3    |
| SSC Napoli               | 3 – 2 | Grasshopper            | 3 – 1    | 0 – 1    |
| FK Skeid                 | 2 – 3 | AIK                    | 1 – 1    | 1 – 2    |
| Hannover 96              | 4 – 2 | B1909                  | 3 – 2    | 1 – 0    |
| Atlético Madrid          | 2 – 2 | Waregem                | 2 – 1    | 0 – 1    |
| Legia Warszawa           | 9 – 2 | TSV 1860 München       | 6 – 0    | 3 – 2    |
| Árisz Szaloníki          | 7 – 0 | Hibernians FC          | 1 – 0    | 6 – 0    |
| Újpesti Dózsa            | w/o   | US Luxembourg          | —        | —        |

## Második forduló
| Hazai csapat     | Össz.  | Vendég csapat            | 1. meccs | 2. meccs |
| ---------------- | ------ | ------------------------ | -------- | -------- |
| Chelsea          | 0 – 0  | AFC DWS                  | 0 – 0    | 0 – 0    |
| Rangers          | 9 – 1  | Dundalk FC               | 6 – 1    | 3 – 0    |
| Panathinaikósz   | 0 – 1  | Athletic Bilbao          | 0 – 0    | 0 – 1    |
| Juventus FC      | 0 – 1  | Eintracht Frankfurt      | 0 – 0    | 0 – 1    |
| Aberdeen         | 2 – 4  | Real Zaragoza            | 2 – 1    | 0 – 3    |
| Sporting CP      | 1 – 2  | Newcastle United         | 1 – 1    | 0 – 1    |
| Vitória FC       | 7 – 1  | Olympique Lyonnais       | 5 – 0    | 2 – 1    |
| FC Hansa Rostock | 4 – 4  | ACF Fiorentina           | 3 – 2    | 1 – 2    |
| OFK Beograd      | 2 – 1  | Bologna FC               | 1 – 0    | 1 – 1    |
| Göztepe SK       | 5 – 3  | FC Argeș Pitești         | 3 – 0    | 2 – 3    |
| Hamburger SV     | 5 – 4  | SK Slavia Praha          | 4 – 1    | 1 – 3    |
| Hibernian        | 4 – 1  | 1. FC Lokomotive Leipzig | 3 – 1    | 1 – 0    |
| Leeds United     | 2 – 2  | SSC Napoli               | 2 – 0    | 0 – 2    |
| AIK              | 6 – 7  | Hannover 96              | 4 – 2    | 2 – 5    |
| Waregem          | 1 – 2  | Legia Warszawa           | 1 – 0    | 0 – 2    |
| Árisz Szaloníki  | 2 – 11 | Újpesti Dózsa            | 1 – 2    | 1 – 9    |

## Harmadik forduló
| Hazai csapat    | Össz. | Vendég csapat       | 1. meccs | 2. meccs |
| --------------- | ----- | ------------------- | -------- | -------- |
| AFC DWS         | 1 – 4 | Rangers             | 0 – 2    | 1 – 2    |
| Athletic Bilbao | 2 – 1 | Eintracht Frankfurt | 1 – 0    | 1 – 1    |
| Real Zaragoza   | 4 – 4 | Newcastle United    | 3 – 2    | 1 – 2    |
| Vitória FC      | 4 – 2 | ACF Fiorentina      | 3 – 0    | 1 – 2    |
| OFK Beograd     | 3 – 3 | Göztepe SK          | 3 – 1    | 0 – 2    |
| Hamburger SV    | 2 – 2 | Hibernian           | 1 – 0    | 1 – 2    |
| Leeds United    | 7 – 2 | Hannover 96         | 5 – 1    | 2 – 1    |
| Legia Warszawa  | 2 – 3 | Újpesti Dózsa       | 0 – 1    | 2 – 2    |

## Negyeddöntők
| Hazai csapat     | Össz. | Vendég csapat   | 1. meccs | 2. meccs |
| ---------------- | ----- | --------------- | -------- | -------- |
| Rangers FC       | 4 – 3 | Athletic Bilbao | 4 – 1    | 0 – 2    |
| Newcastle United | 6 – 4 | Vitória FC      | 5 – 1    | 1 –3     |
| Göztepe AŞ       | w/o   | Hamburger SV    | —        | —        |
| Leeds United     | 0 – 3 | Újpesti Dózsa   | 0 – 1    | 0 – 2    |

## Elődöntők
| Hazai csapat | Össz. | Vendég csapat    | 1. meccs | 2. meccs |
| ------------ | ----- | ---------------- | -------- | -------- |
| Rangers FC   | 0 – 2 | Newcastle United | 0 – 0    | 0 – 2    |
| Göztepe AŞ   | 1 – 8 | Újpesti Dózsa    | 1 – 4    | 0 – 4    |

## Döntő
| Hazai csapat     | Össz. | Vendég csapat | 1. meccs | 2. meccs |
| ---------------- | ----- | ------------- | -------- | -------- |
| Newcastle United | 6 – 2 | Újpesti Dózsa | 3 – 0    | 3 – 2    |

### 1. mérkőzés
| 1969. május 29. |

| Newcastle United         | 3–0   | Újpesti Dózsa |
| ------------------------ | ----- | ------------- |
| Moncur 63' 72' Scott 83' | (0–0) |               |

| St James’ Park, Newcastle upon Tyne Nézőszám: 60 000 Játékvezető: Joseph Hannet (belga) |

### 2. mérkőzés
| 1969. június 11. |

| Újpesti Dózsa       | 2–3   | Newcastle United                   |
| ------------------- | ----- | ---------------------------------- |
| Bene 31' Göröcs 44' | (2–0) | Moncur 46' Arentoft 50' Foggon 74' |

| Megyeri úti stadion, Budapest Nézőszám: 37 000 Játékvezető: Joseph Heymann (svájci) |

| Az 1968–1969-es vásárvárosok kupája győztese |
| -------------------------------------------- |
| Newcastle United 1. cím                      |